# 桜庭彩 (1988年生)
桜庭 彩（さくらば あや、1988年12月2日 - ）は、日本のAV女優、ストリッパー。エンプレス所属。
ロリ系の女優。なお、同姓同名の桜庭彩（1985年生まれ）が存在しているが、こちらはギャル系の女優である。

## 略歴
2008年にAVデビュー。
2009年に新宿ニューアートでストリッパーデビュー。

## 出演作品
2007年
- 絞め歪み咽頭が苦悶に収縮（12月1日、幻奇）他出演:小林美沙、横山翔子

2008年
- 渋谷タムロ 女子○生CLUB 合コンの性交術 SHIBUYA SEX TRANCE 01（3月12日、プレステージ）共演:貴岡理菜、七海りお、ゆう、鈴木千里、澄川ロア、桜井春、飯島くらら
- ワリのいいバイトをはじめた娘。37（3月12日、プレステージ）
- 制服で潮吹きしよっ!（6月19日、ディープス）
- おげれつ集団ダンス 4（7月25日、未来・フューチャー）共演:加瀬あゆむ、遥ゆりあ
- 制服縞パンニーソックス（8月1日、TMA）他9名出演
- 女子校生性感オイルマッサージ vol.04（8月1日、プレステージ）他出演:鈴木千里、柳原純 他
- 完全盗撮動画 いちゃつきカップル達の野外テント交尾盗撮 （8月9日、ラハイナ東海）他出演:桜庭彩 他
- 高級メイド手コキサロン（9月19日、TMA）他出演:絢音ミミ、小日向しおり、田中美久、花宮あみ、中居みゆ、藤森ねね、東条かれん
- ボンテージリミテッド 痴女られる女（9月25日、未来・フューチャー）共演:内田理緒
- 女子校生競泳水着グチョヌレダンス 2（10月11日、ラハイナ東海）共演:柳原純、菅野千秋
- ヒップシェイクダンス 2（10月15日、ジャネス）他出演:遥ゆりあ、若槻尚美、涼宮ラム
- おげれつ集団ダンス 5（10月25日、未来・フューチャー）共演:涼宮ラム、新垣ありな
- ブーツが似合う女のペニバン調教 2（10月25日、未来・フューチャー）共演:工藤れいか
- SUPER JUICY AWABI SEASON II 止まらない痙攣と涙 残酷嬲りものアクメ 狂い泣く女子校生残酷哀歌 VOL.2（10月25日、BabyEntertainment）
- 白ゴス関羽に弄られて!（10月31日、OZ-ZERO）
- 恋人以上、姉妹未満 ちさととあや （11月5日、ドリームチケット）共演:鈴木千里
- （裏）手コキクリニック 〜完全版〜 性交クリニック メガチ○ポ看護編（11月6日、SODクリエイト）他出演:三浦亜沙妃、木村マイ、藤崎もえ、工藤はな
- 日本国民全裸の日（11月20日、アキノリ）他多数共演
- アナルDEヒップDEダンスSP DX （11月22日、スタイルアート）共演:涼宮ラム、新垣ありな、風流宮まゆ ※AVグランプリ2009 エントリー作品
- kawaii*女学園パラダイス・美少女14人が学校でセックchu・4時間（11月22日、kawaii*）共演:鮎川なお、辻さき、花房愛里、つぼみ、胡桃沢誠、門田まつり、横須賀ねね、遥ゆりあ、真田リサ、藤崎もえ、涼宮ラム、飯島くらら、桜庭彩 ※AVグランプリ2009 エントリー作品
- オゲレズヒップダンス（11月25日、ジャネス）共演:涼宮ラム
- THE PIANO LESSON（12月18日、LADY×LADY）共演:明佐奈（土屋かなこ）、ふわり
- THE 潮吹き 4（12月19日、クリスタル映像）他出演:星野きせき、桜井ももか、赤西涼、井川美保

2009年
- ボディコン・ダンス 3（1月5日、ジャネス）共演:涼宮ラム、藤谷由奈
- 実録!!モデル業界の裏（12月13日、LEO)オムニバス作品 他出演:藍花
- Dance Fetish ver.1.0（2月19日、スタイルアート）共演:観月さな、柴咲ちな、鈴木千里
- 完全主観 可愛い教え子と密室温泉旅行（2月19日、アキノリ）共演:桜井エミリ、青木菜摘
- 放課後の女子校生（2月27日、ケイ・エム・プロデュース）他出演:長谷川なぁみ、菊川瑠璃、鈴木千里、赤西涼
- 女子校生・凌辱淫行 01 (3月24日、サムシング）
- 体育会系部活少女 ダンス部（3月28日、ラマ）
- 羞恥!!社員教育（4月4日、アイエナジー）共演:中森玲子、倖田みらい、鈴木千里、夏芽涼
- 痴脚責め（4月5日、フリーダム）共演:響あいね、稲森ケイト、愛梨沙
- 極悪放尿女子校生 顔騎圧迫（4月5日、フリーダム）共演:響あいね、愛梨沙、稲森ケイト
- 完全主観 羞恥生活（4月5日、フリーダム）共演:響あいね、愛梨沙、稲森ケイト
- レズの華が咲く頃。 VOL.3（4月10日、U&K）共演:鈴木千里
- 女子校生アナルファッカー（4月10日、ビッグモーカル）他出演:菜菜美ねい、桃乃まき、宝部ゆき
- W初脱糞レズ浣腸ぶっかけ中出しSEX（4月25日、オペラ）共演:あくありあ
- ギャル援交（5月8日、ビッグモーカル）他出演:愛菜りな、彩花ゆめ、持田茜
- 愛欲と唾液まみれのレズ地獄（5月21日、アイエナジー）共演:鈴木千里、倖田みらい
- 突然マ○コいじられ辱しめられちゃった私。（5月25日、アロマ企画）他出演:西村アキホ、相馬あすか、鈴木千里、七咲楓花、河本愛、野中あんり
- オナキャスト! VOL.1（6月12日、U&K）他出演:今野梨乃、鈴木千里、一戸のぞみ
- エムズ小便学園（6月19日、エムズビデオグループ）共演:北田優歩、鳴海せいら
- 突然背後からお嬢さんに手コかれちゃった僕。（6月25日、アロマ企画）他6名出演
- 快感粘着ラブレズローション VOL.2（8月17日、レディース・ルーム）他出演:鈴木千里、飯島くらら、宮咲志帆
- 女子校生のカバコ（8月21日、映天）
- 足コキづくし（8月21日、SEX Agent）他出演:飯島くらら、赤坂アスカ、わさび
- 69 six nine（8月21日、SEX Agent）他出演:前田アリサ、美島涼、河本愛、若菜りん
- ペニバン女王様 マ○コ狩り（8月25日、未来・フューチャー）他7名出演
- ブーツ・ボンデージでW手コキ（8月25日、未来・フューチャー）他9名出演
- いきなりクンニで何度もイカされちゃった私（9月4日、OFFICE K'S）他5名出演
- 見えそうで見えない着エロアイドルが、水着をずらしてイカせあう!ポロリ満載の女の子初体験（9月19日、LADY×LADY）共演:大槻ひびき、麻美らん
- Wペニバンで男を犯せ!（11月5日、未来・フューチャー）他9名出演

- Tokyo Addiction Akasaka（12月20日、Little Mango）共演:飯野ねね

2010年
- 羞恥!運動部女子、放課後肉体調教（1月22日、映天）共演:辻あずき、他2名
- ケツ穴破壊 浣腸調教（4月1日、CORE）
- 酸っぱい臭い嗅ぎオナニー（4月12日、アイリング）他5名出演
- 究極ペニバンレズ2（5月19日、スタイルアート）他9名出演
- レズ調教ペニバンブーツマニア 2（5月21日、ケンシロウプロジェクト）他8名出演
- 張り型チンポアナル自慰 2（7月1日、ワンズファクトリー）他8名出演
- 同性愛ペニバン調教 2（7月3日、ラハイナ東海）他7名出演
- こっそりオナニーする娘達（7月16日、OFFICE K'S）共演:秋月玲奈、花純、葉月しおり、平山みな
- 臭いマンコに興奮する健太郎（7月16日、OFFICE K'S）共演:秋月玲奈、花純、平山みな、葉月しおり
- イヤらしいベロとツバと濃厚接吻（7月16日、OFFICE K'S）共演:秋月玲奈、花純、平山みな、葉月しおり
- 肛虐!女殺アナル地獄 四の章（12月23日　サディスティックヴィレッジ）

2011年
- 極エロJK勢揃い!!超ギャル女子学園!!! VOL.02（1月8日、GARCON）他9名出演
- 掘削（1月21日、映天）他出演:桜りお、あすかみみ、ゆうあ
- ごっくん（2月19日、KEU）他出演:大沢美加、早乙女らぶ、みづなれい、美月、かなた美緒、早乙女ルイ、ましろ杏、野中あんり、星優乃
- センズリを見てた白衣の天使が興奮してしまい僕のセンズリのお手伝いをしてくれました（1月25日、東京マニGUN'S）他5名出演
- 北条麻妃の美人母娘 ウンチ（5月7日、SODクリエイト）共演:北条麻妃、いちご
- 禁断の女子校事情（6月17日、アウダースジャパン）共演:加藤梓、高嶺宇海、桜井里緒菜
- DOKIレズ 56（6月17日、アウダースジャパン）共演:加藤梓、高嶺宇海、桜井里緒菜
- 嬲棄山 捕われた少女 11（10月20日、MAD）